# WQBA
WQBA 1140 AM es una estación radial en formato español, basada en Miami, que cubre el sur de la Florida. La estación está afiliada a TUDN Radio parte de Radio Cadena Univision y es propiedad de Univision Communications. Anteriormente fue conocida como WMIE propiedad de Susquehanna Pfaltzgraff.
WQBA es la casa de los Miami Heat y los Miami Dolphins en español, por ella se transmiten todos los partidos de ambas franquicias deportivas del Sur de la Florida. Su lema "La Voz de Miami" deja clara su filosofía.
WQBA posee 50.000 Watts de poder por el día y 10 000 watts por la noche, es catalogada como una emisora con canal libre internacional, clase "B".
WQBA es la radio en español de la transmisión de los Miami Dolphins y los Miami Heat, sus voces deportivas Broderick Zerpa, Armando Fernández Lima, José Pañeda, Joe Pujala, Rafael Hernández Brito y Raúl Striker Jr. se encargan de la naracción, comentarios, noticias y programación especial de ambas franquicias deportivas de Miami.

## Programación
- Noticias 1140
- Ahora con Oscar Haza
- Pedaleando con Bernie
- Todo para la Vida
- Tu Dinero con Julie Stav
- Doctora Isabel
- Prohibido Callarse
- Omar a las 6
- Locura Deportiva
- Al Ritmo de Miami
- Simplemente Alina
- El Colmillo
- Línea del alma
- La Peña de Broderick
- Músicos, Poetas y Locos
- Sólo para Mayores
- Agenda Cuba
- Garage de Auto Zone
- Cuentas Claras
- Dra. Aliza
- El Mundo de las Plantas
- Yo Cuento
- Clickeando
- Arte del Triunfo
- Aprendiendo a Vivir Mejor
- Al Calor de la Noche
- El Handyman en su Casa
- Automanía
- Hit Parade
- Mamá Ligia y su Tesoro Mágico
- A Solas Contigo
- Línea del Alma
- Pegaditos.
- Planeta U

## Locutores
- Oscar Haza
- Bernardette Pardo
- Eduardo González Rubio
- Humberto Cortina
- Alina Fernández
- Aleida Leal
- Bertila Ramos
- Armando Fernández Lima
- Frank Carreño
- Lucía Tovar
- Roberto Rodríguez Tejera
- Broderick Zerpa
- Marcos Correa
- Pepe Forte
- Dra. Aliza Lifshitz
- Luz María Briceño
- José Alfonso Almora
- Rodolfo Morales.